# Gökçepınar, Gercüş
Gökçepınar là một xã thuộc huyện Gercüş, tỉnh Batman, Thổ Nhĩ Kỳ. Dân số thời điểm năm 2011 là 744 người.